# Пахомій Горленко
Горленко Павло Дмитрович (чернече ім'я Пахомій; *1692, Прилуки — †1736, Київ) — український церковний діяч доби Гетьманщини, ієромонах, аскет. Походив з давнього козацького роду Горленків. Син видатного державного діяча, полковника Прилуцького Дмитра Горленка. Вихованець Києво-Могилянської академії. Рідний дядько святого Йосафа Білгородського, якому був наставником у чернечому житті.

## Біографія
Закінчив Києво-Могилянську академію. Значився у списках студентів класу філософії за 1715–1717.
1715 прийняв чернечий постриг на Волощині, де тимчасово перебували його батьки. Тоді ж став ієродияконом.
1725 висвячений єпископом Луцьким, Троїцьким та Переяславським К. Шумлянським у сан ієромонаха. Перебував серед братії Ближніх печер Києво-Печерської лаври.
Зберігся лист його батька, Дмитра Горленка, до Б. Шереметева, в якому він просить заступництва для свого сина: «к сынови моему, старцу Пахомію, Богу себе иноческим образом обручившему и света отщепившемуся, буди милостив и, где ему укажут до подвигов иноческих местце в монастырях Кіевских, дабы то под протекцією непреломанною Вашего Сіятельства мог спокойное маты помешканье».
Серед лаврських ченців відзначався аскетизмом і подвижництвом, що справило велике враження на його небожа — учня Києво-Могилянської академії, майбутнього святого Якима Горленка. Павло Дмитрович покровительствував небожу й підтримав його намір прийняти чернечий постриг.